# Saroma (Hokkaido)
Saroma (jap. 佐呂間町 Saroma-chō) – miasto w Japonii, w prefekturze Hokkaido, w podprefekturze Ohōtsuku. Według danych na rok 2020 miejscowość zamieszkiwało 4 875 mieszkańców , a gęstość zaludnienia wyniosła 12 os./km².